# Panelas
Panelas est une municipalité brésilienne située dans l'État du Pernambouc.